# Tekanpur
Tekanpur là một thị trấn thống kê (census town) của quận Gwalior thuộc bang Madhya Pradesh, Ấn Độ.

## Địa lý
Tekanpur có vị trí 25°59′B 78°16′Đ / 25,98°B 78,27°Đ Nó có độ cao trung bình là 190 mét (623 feet).

## Nhân khẩu
Theo điều tra dân số năm 2001 của Ấn Độ, Tekanpur có dân số 12.819 người. Phái nam chiếm 67% tổng số dân và phái nữ chiếm 33%. Tekanpur có tỷ lệ 78% biết đọc biết viết, cao hơn tỷ lệ trung bình toàn quốc là 59,5%: tỷ lệ cho phái nam là 87%, và tỷ lệ cho phái nữ là 60%. Tại Tekanpur, 13% dân số nhỏ hơn 6 tuổi.